# 原田憲雄
原田憲雄（はらだ のりお／けんゆう、1919年 - ）は、日本の詩人、歌人、中国文学者。弟は歌人の原田禹雄。
京都市の日蓮宗・妙徳寺の生まれ。1941年龍谷大学文学部卒、尾上柴舟門下の歌人となる。1953年雑誌『方向』を発刊。漢詩を軸に古典中国文学を多く翻訳。
唐代詩人の『李賀研究』を、個人雑誌で拠点に発刊、長年かけその作品を全訳注解した『李賀歌詩編』で、日本翻訳文化賞を1999年に受賞した。

## 著書

### 単著
- 『無花果の骨に 原田憲雄詩集』 方向社、1960
- 『南の風 原田憲雄詩集』 方向社、1966
- 『中国詩人選 2 王維』 集英社、1967、選書版1972
  - 新装版『中国名詩鑑賞 2 王維』 小沢書店、1996
- 『中国の詩集3 カラー版 王維詩集』 角川書店、1972
- 『中国の詩集10 カラー版 歴代名詩集』 角川書店、1972
- 『荘子伝』 木耳社、1979
- 『李賀論考』 朋友書店、1980
- 『広布山妙徳寺三百年史 本来院日暁上人五十回忌報恩』 広布山文庫、1992
- 『広布山妙徳寺年表』 広布山文庫、1994、編著
- 『魅惑の詞人 李清照』 朋友書店、2001
- 『蛇尾渇語 原田憲雄歌集 定本』 方向社、2003

### 翻訳
- 『蓼莪集 中国詩選』 方向社、1964
- 『漢詩大系10 王維』 集英社、1964。小林太市郎共著
- 『漢詩大系11 韓愈』 集英社、1965
- 『日本漢詩選』 人文書院、1974
- 『妙法蓮華経新訳要品 日蓮上人七百遠忌報恩』妙徳寺広布山文庫、第4版 編訳、1978
- 『女人春秋 中国閨秀詩篇 森田曠平オリジナルミニアチュル銅版画集』美術出版社、1984
- 『李賀歌詩編』全3巻、平凡社〈東洋文庫〉、1998-99、ワイド版2009、電子書籍版2024